# Aplysina archeri
Aplysina archeri är en svampdjursart som först beskrevs av Thomas Higgin 1875.  Aplysina archeri ingår i släktet Aplysina och familjen Aplysinidae.
Artens utbredningsområde är Karibiska havet. Inga underarter finns listade i Catalogue of Life.